# Zapa (entreprise)
Cet article possède un paronyme, voir Zappa (homonymie).
Pour les articles homonymes, voir ZAPA.
Zapa est une société française de prêt-à-porter créée en 1972 et rachetée par Arié Benayoun en 2006.
Les égéries de la marque sont Alain-Fabien Delon et Ilona Smet en 2015.
Le 5 février 2014, la marque s'est engagée à ne plus vendre de fourrure animale, mais en octobre 2015 les associations impliquées ont fait le constat que la mesure n'était pas appliquée. 